# Hiroshi Tsubaki
Hiroshi Tsubaki (椿 大志, Tsubaki Hiroshi), né le 18 mai 1991 à Tokyo, est un coureur cycliste japonais.

## Palmarès
- 2009
  - 2e du championnat du Japon du contre-la-montre juniors
- 2010
  -  Champion du Japon du contre-la-montre espoirs
- 2013
  - Grand Prix de Carcassonne[1]
- 2017
  - 4e et 5e étapes du Tour des Moluques

## Classements mondiaux
| Année         | 2016 |
| ------------- | ---- |
| UCI Asia Tour | 519e |